# Костянтин Тішендорф
Костянти́н фон Тішендо́рф (нім. Lobegott Friedrich Konstantin von Tischendorf; 18 січня 1815, Ленгенфельд, — 7 грудня 1874, Лейпциг) — німецький теолог і дослідник Біблії.

## Життєпис
Народився в сім'ї лікаря. Закінчив Лейпцизький університет, де спеціалізувався по стародавніх мов і теології. Ще під час навчання задумав відновити найдавніший текст Нового Завіту.
У 1840 році відправився в Париж, де йому вдалося розібрати Єфремов кодекс (Codex Ephraemi Syri rescriptus). Потім він відвідав Англію, Голландію, Швейцарію, Італію. Потім Тішендорф вирішив не обмежуватися в своїх пошуках європейськими бібліотеками та за фінансової підтримки міністерства освіти Саксонії відправився в Єгипет, де в Каїрі дізнався про те, що монастир Святої Катерини на Синайському півострові має колекцією стародавніх пергаментів. Вчений подолав Нітрійській пустелі, проте спочатку його поява викликала підозру у насельників монастиря. Тим не менш, він зумів знайти з ними спільну мову, в результаті чого був допущений в монастир. Там практично випадково в кошику для старих рукописів він знайшов кілька листів зі списком Септуаґінти, які монахи дозволили йому взяти для дослідження. У підсумку він повернувся з цінних зборами грецьких, сирійських, коптських, арабських та інших рукописів. Найважливішим серед них виявився пергамент стародавнього грецького євангельського кодексу (Codex Friderico-Augüstanus), який виявився згодом частиною Синайського кодексу (Codex Sinaiticus). З 1844 року було професором в Лейпцизі, з 1859 року - на кафедрі біблійної палеографії, яка була створена для нього.
У 1853 році Тішендорф зробив другу подорож на Схід, в тому числі в Єгипет і на Синай. У цій поїздці він спробував придбати решту частини кодексу, але отримав відмову. Тоді вчений звернувся за допомогою до російського уряду і приїхав в монастир вже як представник російського імператора, покровительствовавшего обителі. У підсумку він знайшов майже повний кодекс, який містив велику частину Старого Завіту, повний Новий Завіт, послання Варнави і Пастир Герми.
У 1859 році він привіз рукопис, відому нині як Синайський кодекс, в Петербург. Вона була видана восени 1862 року до ювілею 1000 -річчя російської держави. Два видання Нового Завіту пішли за нею в (1863 і 1864) роках. Піднесення кодексу імператору Олександру II відбулося в 1869 році. Тоді ж Тішендорф отримав спадкове російське дворянство. Крім цього Тішендорф отримав привітання від багатьох європейських монархів і римського папи.

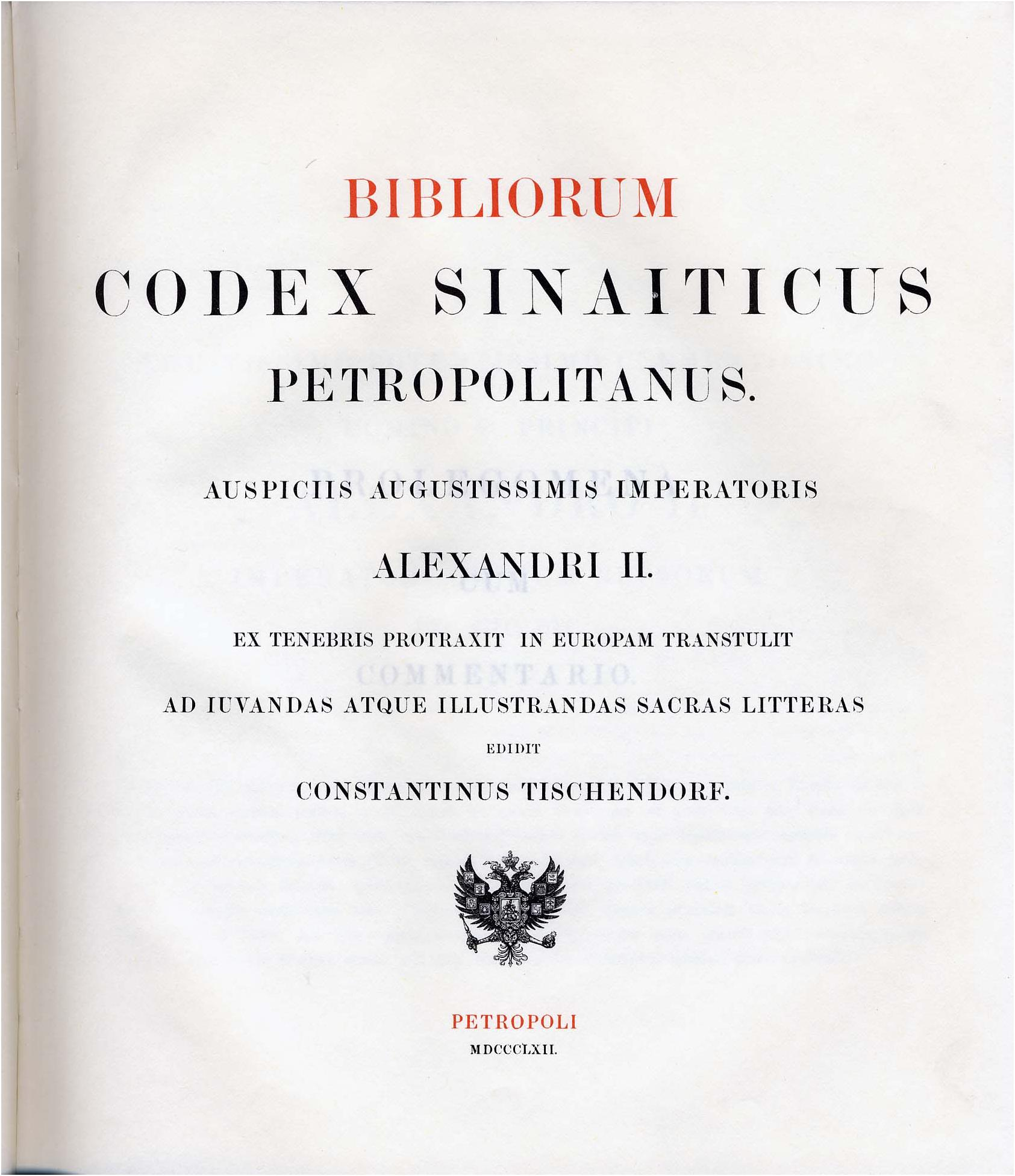
Факсиміле Тішендорф (1862)

Синайський кодекс і по теперішній час є одним з найцінніших документів для вивчення Біблії.

## Праці
У богослов'ї Тішендорф відрізнявся крайнім консерватизмом при обговоренні біблійних питань. Наприклад, його перу належить полемічна робота, перекладена на багато мов.
- «Коли були написані наші Євангелія?» (Лейпціг, 1865)

Велика частина наукових робіт Тішендорф відноситься до текстології грецького Нового і Старого Завіту. Сюди належать входять до складу бібліотеки християнських рукописів видання
- «Codex Ephraemi Syri rescriptus, sive Fragmenta Novi Testamenti [Архівовано 21 вересня 2013 у Wayback Machine.]» (Лейпциг, 1843, 2е видання, 1845),
- «Codex Friderico-Augustanus» (Лейпциг, 1846),
- «Monumenta sacra inedita» (Лейпциг, 1846),
- «Evangelium Palatinum ineditum» (Лейпциг, 1847);
- «Codex Amiatinus» (ib., 1850, 2е видання, 1854),
- «Codex Claromontanus» (Лейпциг, 1852),
- «Novum Testamentum Vaticanum» (Лейпциг, 1867),
- «Appendix codicum celeberrimorum Sinaitici Vaticani Alexandrini» (Лейпциг, 1867),
- «Monumenta sacra inedita, nova collectio» (розраховане на 9 томів, вийшли т. 1-6 і прилож., Лейпциг, 1855—1870),
- «Anecdota sacra et profana» (Лейпциг, 1855, 2 видання, 1861)
- «Notitia editionis codicis Bibliorum Sinaitici [Архівовано 14 жовтня 2012 у Wayback Machine.]» (Лейпциг, 1860).

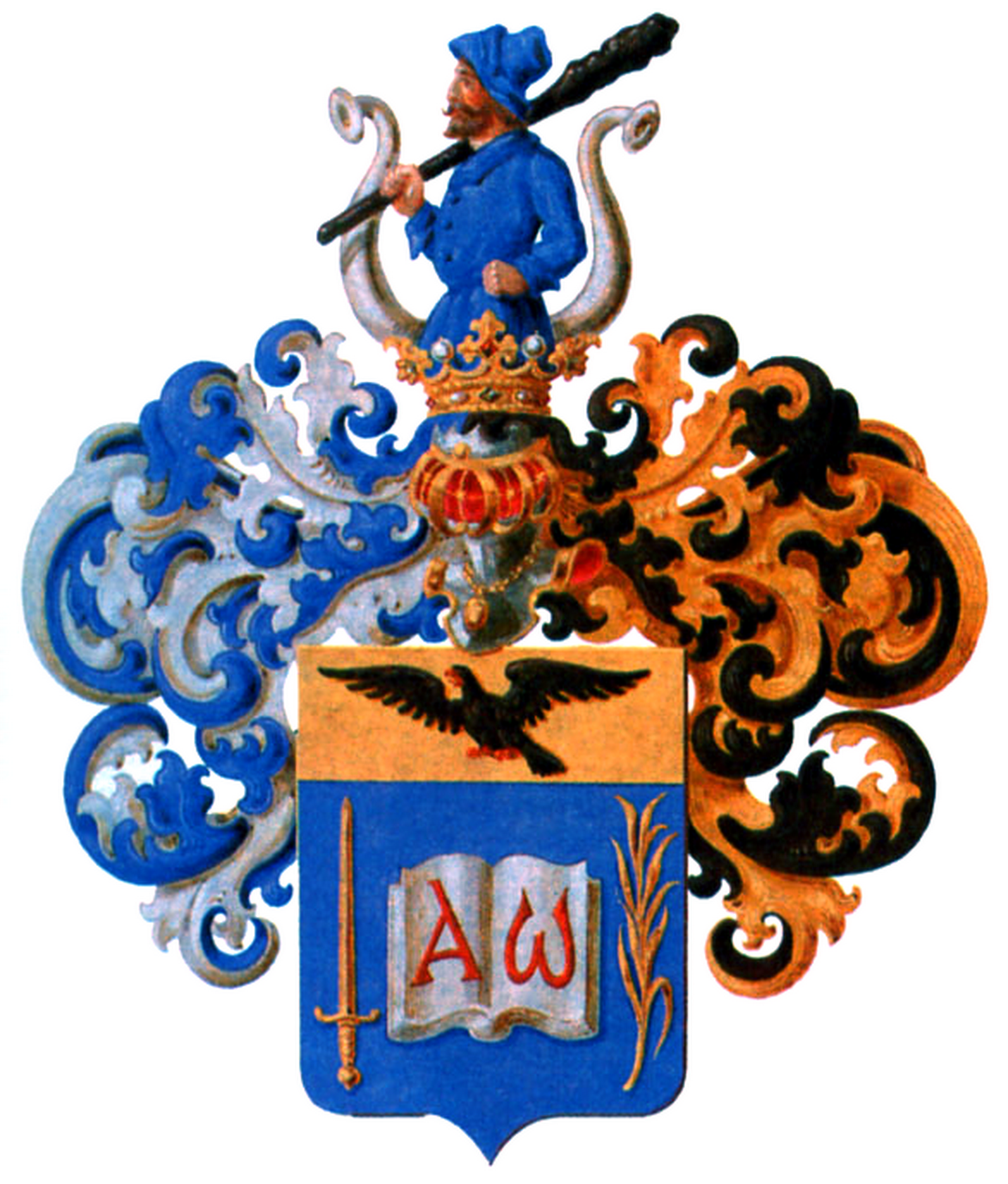
Герб фон Тішендорф

Грецький Новий Завіт Тішендорфа 3 рази видавався в Парижі (1842), 22 рази в Лейпцизі (1841—1875). Найбільш критично оброблене видання («editio VIII, critica major») з'явилося в 1872 році. У «Novum Testamentum triglottum» він двічі звірив з грецьким текстом латинський текст Ієроніма і німецький текст Лютера за оригінальними виданням (Лейпциг, 1 854, 2 видання 1 865 ). Німецький і латинський тексти з'явилися окремо у пресі. До цих видань Нового Завіту приєдналася критична
- «Synopsis evangelica» (5 видання, Лейпциг, тисячі вісімсот вісімдесят чотири ). Результатом праць Тішендорф над Септуагінтою стало його видання даного тексту (Лейпциг, 1850, 7 видання, 1887 ), забезпечене великим критичним апаратом. Велике значення мають також дослідження Тішендорф в області апокрифів :
- «De evangeliorum apocryphorum origini et usu» (Лейден, 1851), «Acta apostolorum apocrypha» (Лейпциг, 1851),
- «Evangelia apocrypha» (Лейден, 1853, 2е видання, 1876),
- «Apocalypses apocryphae» (Лейден, 1866).

Цікавими є й описи двох подорожей Тішендорф:
- «Reise in den Orient» [Архівовано 29 березня 2016 у Wayback Machine.] (Лейпциг, 1845—1856)
- «Aus dem Heiligen Lande» (Лейпциг, 1862).

Найвищим Його Імператорської Величності повелінням, запропонованим міністром юстиції Урядового Сенату 27 травня 1869 року ординарний професор Лейпцизького університету Костянтин Тішендорф, Всемилостивий наданий 25 квітня 1869 в Російське спадкове дворянство, в ознаменування високих його заслуг на ниві науки і в вираз особливого монаршого Його Величності благовоління, по виданню в світло Синайській біблійної рукописи. Герб фон Тішендорф внесений до Частина 13 Загальних гербовника дворянських родів Всеросійської імперії, стор. 52.
- Monumenta sacra. Nova Collectio, 1-6 volumes (1857—1870) at the Internet Archive